# Onthophagus manguliensis
Onthophagus manguliensis är en skalbaggsart som beskrevs av Antoine Boucomont 1914. Onthophagus manguliensis ingår i släktet Onthophagus och familjen bladhorningar. Inga underarter finns listade i Catalogue of Life.